# Bolesław Kliś
Bolesław Kliś – pułkownik Wojska Polskiego, szef Oddziału V Naczelnej Prokuratury Wojskowej.
Bolesław Kliś 14 listopada 1982 roku wraz z pułkownikiem Hipolitem Starszakiem, szefem Biura Śledczego MSW w gmachu Naczelnej Prokuratury Wojskowej w Warszawie odbył rozmowę z Lechem Wałęsą. Jej celem było zapoznanie Wałęsy z przepisami stanu wojennego i zobowiązanie go do podpisania oświadczenia akceptującego te przepisy. Wałęsa dokumentu nie podpisał, lecz obiecał, że przepisów będzie się starał przestrzegać. Maszynopis opatrzony jest ręcznymi podpisami obu pułkowników. Dokumentowi towarzyszy niepodpisany tekst zobowiązania do przestrzegania praw stanu wojennego oraz tekst, sygnowany przez Klisia i Starszaka, stwierdzający, że Wałęsa odmówił podpisania zobowiązania. Materiały te znajdują się w archiwum IPN pod sygnaturą IPN01255/462.

## Awanse
- Pułkownik - ?[potrzebny przypis]